# Рязанский заказник
Рязанский заказник — государственный природный заказник федерального значения в Рязанской области.

## История
Рязанский заказник был создан 29 июня 1987 года. Целью заказника является сохранение, восстановление и воспроизводство редких видов животных, а также охрана их среды обитания.

## Расположение
Заказник располагается в пределах Окско-Донской низменности, в Шиловском и Спасском районах Рязанской области. Общая площадь заказника составляет 36 000 га.

## Климат
Умеренно континентальный климат. В январе средняя температура — −11,5 °С, в июле — 19 °С. Среднегодовое количество осадков составляет 500 мм.

## Флора и фауна
На территории заказника произрастает 889 видов сосудистых растений, 198 видов мхов, 719 видов грибов и 170 видов лишайников. 86 видов растений и грибов включены в Красную книгу Рязанской области и 2 вида, неоттианта клобучковая и венерин башмачок настоящий, занесены в Красную книгу Российской Федерации. Животный мир заказника включает 61 вид млекопитающих, 266 видов птиц, 39 видов рыб и 3528 видов насекомых. Редкие виды, занесённые в Красную книгу Российской Федерации: русская выхухоль, краснозобая казарка, пискулька, белоглазая чернеть, чёрный аист, чернозобая гагара, скопа, змееяд, могильник, филин, беркут, балобан, сапсан, степной лунь, кулик-сорока и др.